# سرگی مارکوچی
سرگی مارکوچی (انگلیسی: Serghei Marcoci؛ زادهٔ ۱۳ ژانویهٔ ۱۹۶۳) بازیکن واترپلو اهل مولداوی است.